# Урбах (Баден-Вюртемберг)
Урбах (нім. Urbach) — громада в Німеччині, знаходиться в землі Баден-Вюртемберг. Підпорядковується адміністративному округу Штутгарт. Входить до складу району Ремс-Мур.
Площа — 20,76 км2. Населення становить 8853 ос. (станом на 31 грудня 2020).

## Міста-побратими
- Угорщина — Сентлйоринц (угор. Szentlőrinc)